# Nitroamido
Nitroamido é um explosivo secundário similar a nitrocelulose, produzido pela nitração do amido por uma mistura de ácido sulfúrico e ácido nítrico (mistura "sulfonítrica").
Pela semelhança do amido com a celulose, a reação química envolvida segue a mesma equação básica da produção da nitrocelulose:
2 HNO3 + C6H10O5 → C6H8(NO2)2O5 + 2 H2O
Nitroamido foi inventado por H. Barconnot em 1833.
Na Segunda Guerra Mundial, foi usado como carga de granadas de mão.